# Barn
Das Barn b (engl. für ‚Scheune‘) ist eine Maßeinheit der Fläche, die zur Angabe von Wirkungsquerschnitten in der Atom-, Kern- und Teilchenphysik verwendet wird.
Das Barn ist keine SI-Einheit. Es ist in den Staaten der EU und in der Schweiz eine gesetzliche Einheit für die Angabe von Wirkungsquerschnitten, also keine allgemeingültige Flächenmaßeinheit.
Ein Barn liegt in der Größenordnung des geometrischen Querschnitts schwerer Atomkerne wie etwa Uran. Die Definition ist:
1 b = 10−24 cm2 = 10−28 m² = 100 fm2.

## Übliche dezimale Teile
Kleine Wirkungsquerschnitte werden in Millibarn (mb), Mikrobarn (µb), Nanobarn (nb) oder Pikobarn (pb) angegeben. Beispielsweise ist
1 pb = 10−12 b = 10−40 m2.

### Shed
Die Einheit Shed (engl. für ‚Schuppen‘) war zur Beschreibung sehr kleiner Wirkungsquerschnitte, vor allem von Neutrino-Reaktionen, gedacht, konnte sich aber nie richtig durchsetzen. Es gilt
1 shed = 10−24 b = 10−52 m2.

## Inverse Barn
Bei Experimenten mit kollidierenden Teilchenstrahlen verwendet man als Maß für die über die Zeit aufsummierte (integrierte) Luminosität {\textstyle \int L\,\mathrm {d} t}  oft den Kehrwert der Einheit, insbesondere inverse Pikobarn und inverse Femtobarn:
{\displaystyle \mathrm {1\;pb^{-1}=10^{36}\;cm^{-2}} \,},
{\displaystyle \mathrm {1\;fb^{-1}=10^{39}\;cm^{-2}} \,}.

## Wortherkunft
Die Bezeichnung barn für die bereits übliche Wirkungsquerschnitt-Einheit 10−24 cm2 wurde im Dezember 1942 von zwei Wissenschaftlern der Purdue University eingeführt, die an der US-amerikanischen Kernwaffenentwicklung (Manhattan-Projekt) mitwirkten. Dabei spielte es eine Rolle, dass ein Wirkungsquerschnitt dieser Größe für Kernreaktionen “as big as a barn” (deutsch: „groß wie ein Scheunentor“) erschien.